# Березовик (болото)
Березови́к (бел. Беразаві́к) — болото на северо-западе Беларуси, на территории Вилейского района Минской области и Сморгонского района Гродненской области, большей частью в водосборе реки Спяглица (приток Нарочи), частично в водосборе озера Вишневское.
Низинного (62 %), верхового (30 %), переходного (2 %), смешанного (6 %) типов. Площадь 7,8 тыс. га, в пределах промышленных отложений 5,3 тыс. га. Площадь поверхности — 78 км². Высота над уровнем моря — 153,9 м. Глубина торфа до 5,7 метров, средняя 1,8 метра, степень разложения низинного типа 31 %, верхового — 25 %, зольность соответственно 10,2 и 4,2 %. Первичные запасы торфа 18,1 млн тонн. Есть отложения сапропеля мощностью до 2,5 метров. Среди болота озеро Колодки, встречаются песчаные гряды. Центральная часть болота занята мелколесьем из сосны и берёзы, кустарниковый ярус из богуна и буяков, есть клюква. Вдоль Спеглицы и на окраинах болота верба, разнотравье, осоки.
В Вилейском районе осушено открытой сетью 1200 га болота, в Сморгонском — 1400 га (1989 год). На осушенных землях выращивают сеянные травы.